# 支那人親しむ可し
「支那人親しむ可し」（しなじんしたしむべし）は1898年（明治31年）3月22日に新聞『時事新報』に掲載された社説である。
福澤諭吉が執筆したとされているが、原文は無署名である。1934年（昭和9年）に石河幹明編『続福澤全集〈第5巻〉』（岩波書店）に収録されたため、「支那人親しむ可し」は福澤が執筆した社説と考えられるようになった。

## 内容
1895年（明治28年）、日本は日清戦争の勝利により、清国から遼東半島を獲得した。一方、4月23日にフランス・ドイツ帝国・ロシア帝国の3国は日本に遼東半島を返還するように勧告した（三国干渉）。そして、5月4日に日本は勧告を受諾し、清国はこの勧告を歓迎した。その結果、清国ではかえって西洋列強による影響が強くなる結果を生み出し、西洋諸国への警戒心が高まった。それに反比例して、清国が日本に対する友好的な態度を取るようになり、150名の留学生を日本に派遣するまでになった。
執筆者は、このような機会に、日本は清国と友好を深めるべきだと主張して、次のように述べている。「そもそも、日本人も清国に対して無欲ではない。そして、日本人が清国に求めるものは、土地でもなく人でもない。ただ貿易をおこない商売して互に利益をあげることである。そのためには日本人は清国人に近づき、互に親しむことが重要である。」
そして、日清戦争の後に高まった清国人を蔑視する風潮を警めて、次のように論説を結んでいる。「清国人のありさまを見ると、動きが遅く活溌でないように見えるが、これは国が大きいからであって、一旦、動く必要がわかったら予想外に早く活動するかもしれない。けっして因循姑息な人々だと見なしてはならない。ましてチャンチャンとか豚尾漢とか罵倒するのはもってのほかである。日本人たるものは清国人と親しむことの重要性を認識して、官民共に清国人と接することが必要である。」

## 執筆者認定
平山洋は、「支那人親しむ可し」発表の10日前である1898年（明治31年）3月12日に福澤が同様な内容の演説をおこなっていることに注目して、「支那人親しむ可し」の執筆者が福澤であると認定している。
また、「支那人親しむ可し」が昭和版『続福沢全集』に収録されていることから、全集編集者の石河幹明も福澤執筆の論説と認めていたと指摘している。

## 「支那人親しむ可し」を巡る議論
田中浩は、著書『近代日本と自由主義（リベラリズム）』において福澤諭吉を近代日本における自由主義の系譜の一つに数えている。さらに、田中浩は第三章「『時事新報』時代の福沢諭吉」において『時事新報』の社説を時系列で取り上げて、福澤の外交戦略論の移り変わりを描写し、福澤が論説「支那人親しむ可し」において「日本人が、中国人を「チャンチャン」とか「豚尾漢」などと軽蔑している態度をやめよう」と言っていると紹介した。
安川寿之輔は、著書『福沢諭吉のアジア認識』において、田中浩の著書を「お粗末な研究」と批判して、福澤の状況的発言から勝手な結論を導いていると述べている。さらに『福沢諭吉のアジア認識』の資料編「福沢諭吉のアジア認識の軌跡」の379番において、論説「支那人親しむ可し」を嘘と断定している。この嘘という評価は「本資料についての説明」によると、「発言分類の一部に「嘘」と記載したのは、前後の福沢の発言とのかかわりで、誰の目にも明らかな虚偽と思える内容の場合である」としている。
平山洋は、著書『福沢諭吉の真実』の「第四章　一九三二年の福沢諭吉」で論説「支那人親しむ可し」を福澤の「例外的真筆」であると取り上げて、「日清戦争後にも、ごく稀にではあるが、今日の目から見ても非常にフェアな論説が収められている」例のひとつであると紹介した。さらに、田中浩の研究と安川寿之輔の批判を取り上げて、田中浩の研究は『時事新報』論説の福澤真筆のみを読んでいく限り「まさに正鵠を得ている」と評価している。そして安川寿之輔の批判に関しては、「安川は正真正銘ほんものの福沢の論説を嘘と見なしたわけである」と述べている。そして『時事新報』論説の多くが福澤真筆ではなく、弟子の石河幹明が執筆したものであり福澤の思想とは言えないと説明して、「『福沢諭吉のアジア認識』の資料編は「福沢ではない」ものを選び出すための格好の指標となる」と結論づけている。

## 書誌情報
- 福澤諭吉 著「明治三十一年三月十二日三田演説會に置ける演説筆記」、石河幹明 編『續福澤全集』 第5巻、岩波書店、1934年7月5日、546-552頁。NDLJP:1078138/291。
  - 福澤諭吉「明治三十一年三月十二日三田演説會に於ける演説」『福澤諭吉全集』 第19巻、富田正文・土橋俊一（再版）、岩波書店、1971年4月13日、736-737頁。
- 福澤諭吉 著「支那人親しむ可し」、石河幹明 編『續福澤全集』 第5巻、岩波書店、1934年4月30日、274-276頁。NDLJP:1078087/157。
  - 福澤諭吉「支那人親しむ可し」『福澤諭吉全集』 第16巻、富田正文・土橋俊一（再版）、岩波書店、1971年1月13日、284-286頁。

## 関係項目
- 亜細亜諸国との和戦は我栄辱に関するなきの説
- 時事新報論集
- 脱亜論
- 土地は併呑す可らず国事は改革す可し
- 福沢諭吉の真実